# Ximelagatran
Lo Ximelagtran è un composto chimico di formula {\displaystyle {\ce {C24H35N5O5}}} che in condizioni standard si presenta in fase solida.

## Storia
Il farmaco, prodotto dalla astraZeneca, è stato ritirato dal commercio nel 2006 per problemi di tossicità epatica.

## Caratteristiche strutturali e fisiche
Ximelagatran è un membro della classe delle azetidine ed è una forma modificata di melagatran in cui il gruppo carbossilico è stato convertito nel corrispondente estere etilico e il gruppo ammidico è stato trasformato nel corrispondente amidossima.
| N. di atomi pesanti                  | 34             |
| N. di atomi stereogenici             | 2              |
| N. di donatori di legami a idrogeno  | 4              |
| N. di accettori di legami a idrogeno | 7              |
| N. di legami ruotabili               | 11             |
| N. di legami stereogenici            | 1              |
| Massa monoisotopica                  | 473,26381923 u |
| Superficie polare                    | 146 Å²         |

## Farmacologia e tossicologia

### Farmacocinetica
A seguito della somministrazione il composto veniva rapidamente assorbito a livello dell'intestino tenue con una biodisponibilità del 20%. L'attivazione del composto avviene nel fegato e in molti altri tessuti, principalmente attraverso reazioni di dealchilazione e deidrossilazione. L'emivita del composto è pari a 3 - 5 ore.

### Farmacodinamica
Il composto è un inibitore diretto della trombina e delle serin proteasi.

### Effetti del composto e usi clinici
Si tratta di un farmaco anticoagulante appartenente alla categoria degli anticoagulanti orali diretti che venne sviluppato con l'intento di sostituire il warfarin superando le restrizioni dietetiche, le interazioni farmacologiche e le problematiche legate al monitoraggio. Era impiegato per il trattamento della trombosi venosa profonda acuta.